# جوزيف أوتسيمان
جوزيف أوتسيمان (بالإنجليزية: Joseph Otsiman)‏، هُو مُمثل ومُخرج غاني مُقيم بمدينة نيويورك. عُرف جوزيف عن أدائه لشخصية القس جون موزيس في فيلم الملعونون، وشخصية كوجو في فيلم دفن كوجو. رُشح مرتين للتنافس على نيل جوائز الأكاديمية الأفريقية للأفلام، سنة 2015 عن فيلم الملعونون وفيلم دفن كوجو.